# Kirke Hørup
Kirke Hørup is een plaats in de Deense regio Zuid-Denemarken, gemeente Sønderborg, en telt 293 inwoners (2011). Het dorp, inmiddels samengesmolten met Høruphav, ligt op het eiland Als.

## Station

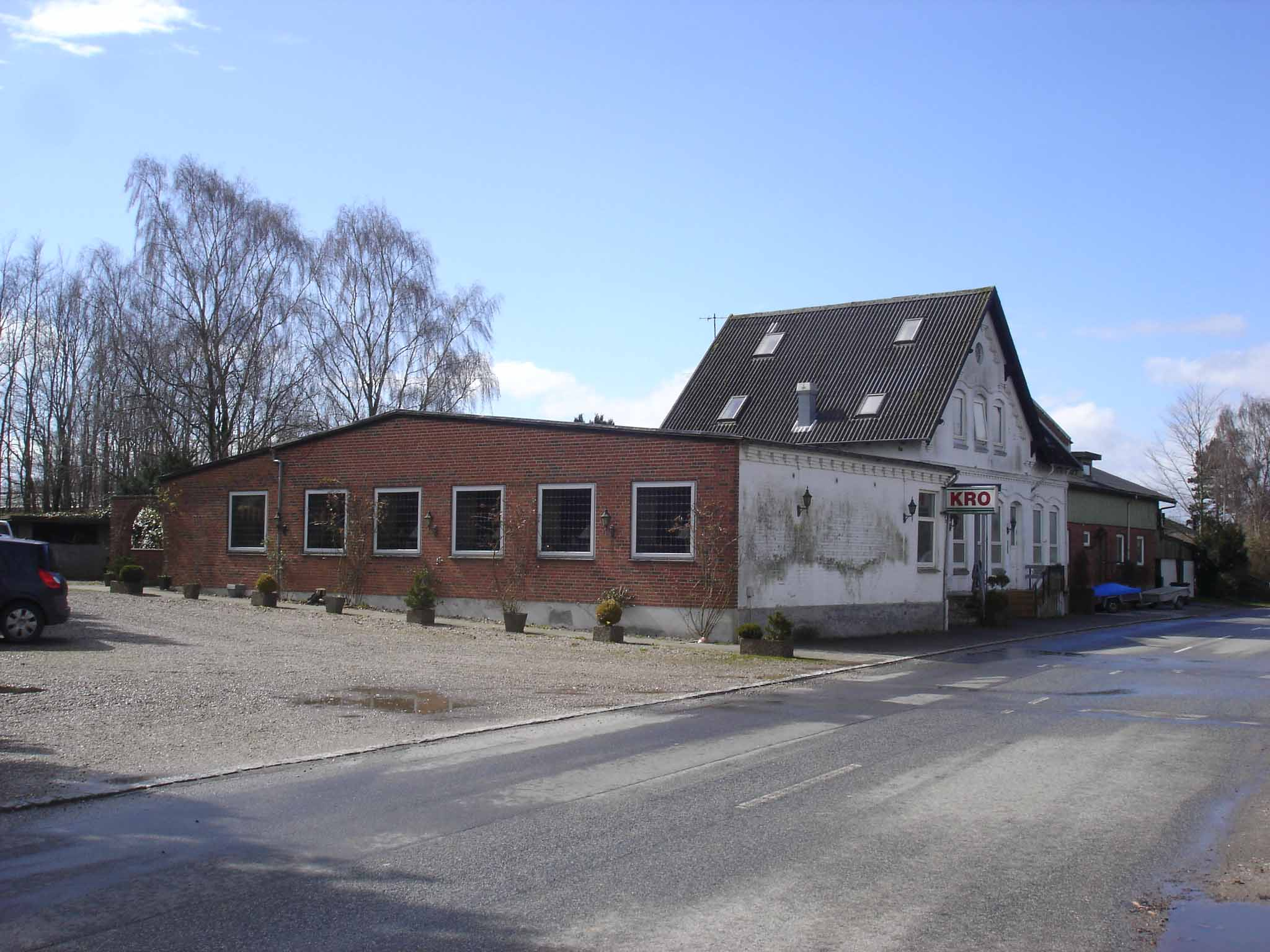
Voormalige stationskro

Hørop ligt aan de voormalige spoorlijn Sønderborg - Skovby. Deze lijn, uit de Duitse tijd, werd in 1933 nog wel omhebouwd van smalspoor naar normaalspoor, maar werd uiteindelijk in 1951 gesloten. Van het station is de kro bewaard gebleven.
- Virtual International Authority File: 2167155832940633490003